# Belén Rueda
Belén Rueda (ur. 16 marca 1965 w Madrycie) – hiszpańska aktorka.

## Filmografia
- 1997: Médico de familia jako Clara Nadal
- 1998–2002: Periodistas jako Clara Nadal
- 2001: 7 vidas jako Ana Hacha
- 2001: Retruc jako Elsa
- 2003–2008: Rodzina Serrano (Los Serrano) jako Lucía Gómez Casado
- 2004: W stronę morza (Mar adentro) jako Julia
- 2007: Uwikłani (Savage Grace) jako Pilar Durán
- 2007: Sierociniec (Orfanato, El) jako Laura
- 2008: 8 randek (8 citas) jako Elena
- 2009: Straszny hiszpański film (Spanish Movie) jako Laura
- 2010: Inny (El mal ajeno) jako Isabel
- 2010: Oczy Julii (Los ojos de Julia) jako Julia Levin / Sara
- 2010: La princesa de Éboli jako księżniczka Éboli
- 2011: Pokonać lęk (No tengas miedo) jako matka Silvii
- 2011: Statek (El barco) jako Leonor
- 2012: El cuerpo jako Mayka Villaverde
- 2012–2013: Cienie Calendy (Luna, el misterio de Calenda) jako Sara Cruz
- 2013: Séptimo jako Delia
- 2013: Ismael jako Nora
- 2014: Cuerdas jako nauczyciel (głos)
- 2014: B&b, de boca en boca jako Candela

## Nagrody
- Nagroda Goya Najlepsza aktorka debiutująca: 2004 W stronę morza